# Nouh ben Assad
Pour les articles homonymes, voir Assad.
Nouh ben Assad, mort en 841/842, fils d'Assad, est un dirigeant samanide de Samarcande (819-841/2),.
En 819 Nouh se voit confier la direction de la ville de Samarcande par le gouverneur du Khorassan du Calife Al-Ma'mun, Ghassan ibn 'Abbad, en récompense pour son soutien contre le rebelle Rafi' ibn Laith. Il continue de gouverner la ville jusqu'à sa mort en 841 ou 842. Abdallah, le gouverneur du Khorassan, décida alors de nommer deux des frères de Nuh, Yahya et Ahmad, pour gouverner conjointement Samarcande.